# Provincia de Zara
La provincia de Zara fue una provincia italiana que existió en Dalmacia entre 1923 y 1944. Toda la costa dálmata fue ocupada militarmente por el Ejército Italiano luego de la rendición del Imperio austrohúngaro el 4 de noviembre de 1918.  Dado que las negociaciones que se llevaron a cabo en Versalles tuvieron una dirección insatisfactoria para el gobierno de Roma, Italia solicitó posponer las decisiones definitivas sobre el límite oriental en un debate bilateral directo con Yugoslavia, que resultó en el Tratado de Rapallo (1920). 
Las dos comunas de Zara (Zadar) y Lagosta (Lastovo) fueron anexadas por Italia mediante la Ley 1778 del 19 de diciembre de 1920, pero se debía esperar hasta el Real Decreto Ley n° 53 del 18 de enero de 1923 para instituir la nueva provincia dálmata con capital en Zara.
En 1938 la provincia tenía una superficie de 110,21 km² con una población de 22.000 habitantes y una densidad de 230 hab./km². Al haber sido instituida durante el régimen fascista, la provincia de Zara nunca tuvo un Consejo Provincial ni un Presidente de la Provincia.

## La provincia entre 1923 y 1941
Hasta 1941 la provincia de Zara comprendía:
- la comuna de Zara, capital provincial
- la isla de Cazza (Sušac) cerca de la costa dálmata, a 200 km de Zara;
- la isla de Lagosta (Lastovo) cerca de la costa dálmata, a 200 km de Zara;
- la isla de Pelagosa (Palagruža), entre Puglia y Dalmacia a 250 km de Zara;
- la isla de Saseno (Sazan) frente a la costa de Valona (Vlorë) (Albania), a 525 km de Zara.

La provincia de Zara con una extensión de solo 120 km², era la más pequeña de Italia y la de menos comunas, habiendo solo dos: Zara y Lagosta. Cerca de la mitad (55 km²) estaba constituida por la comuna de la ciudad de Zara. En el último censo oficial italiano de 1936, Zara contaba con 22.844 habitantes.
En el curso de los años 1930, gracias a la zona franca y al arribo de numerosos exiliados italianos de otras localidades dálmatas bajo el Reino de Yugoslavia, registraron un continuo incremento demográfico que perduró hasta el inicio de los años 1940.
Es por esto altamente probable que a fines de 1940, cuando estalla la guerra, la comuna de Zara superara los 25.000 habitantes, mientras la provincia entera contaba con cerca de 28.000 habitantes.
Desde el punto de vista administrativo, las comunas de la provincia de Zara eran:
- Zara (55 km²) comprendía la ciudad y sus alrededores
- Lagosta 65 km²) comprendía la isla de Lagosta y la de Cazza con los islotes circundantes, Pelagosa y Saseno.

## Ampliaciones territoriales de 1941
Con la Segunda Guerra Mundial y la ocupación de Yugoslavia por parte del Eje, la provincia de Zara cambió sus límites entre 1941 y 1943, y su territorio alcanzó una superficie de 3.179 km² y una población de 211.900 habitantes. La provincia comprendía la ciudad de Sebenico (Šibenik) como la más poblada.
La ciudad de Zara también incluyó sus alrededores, hasta aquel momento yugoslavo, más las islas frente a Zara que pasaron a estar bajo soberanía italiana, para devenir como parte de la Gobernación de Dalmacia que fue instituida según el Real Decreto Ley n°452 del 18 de mayo de 1941 y establecido por el Real Decreto Ley 453 del 7 de junio de 1941.
Dentro de la misma gobernación, sin embargo, las islas de Cazza, Lasgosta y Pelagosa pasaron a la nueva provincia de Spalato, y Saseno a la de Cattaro.
Luego del Armisticio de Cassibile del 8 de septiembre de 1943 todo el territorio fue ocupado y controlado militarmente por el Ejército alemán (Wehrmacht). Las anexiones de 1941 fueron anuladas, tanto por el Gobierno de Badoglio que debía someterse a las estrictas cláusulas del armisticio, como por la República Social Italiana (República de Saló) que debía obedecer las órdenes militares nazis condescendientemente con los reclamos del Estado Independiente de Croacia. Sin embargo la soberanía y la administración civil italiana sobre Zara, en sus límites anteriores a 1941 fue mantenida: el prefecto Vincenzo Serrentino el 2 de noviembre de 1943 fue nombrado Jefe de la Provincia de Zara por el gobierno de la República Social Italiana.

### Comunas de la provincia entre 1941 y 1943

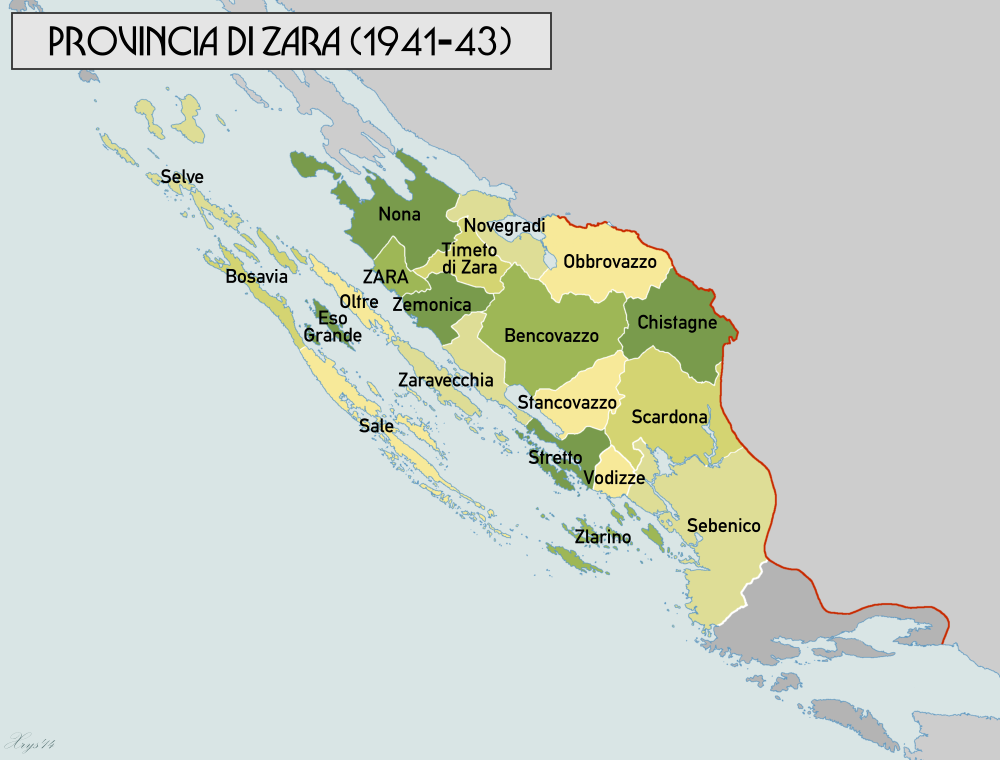
Mapa detallado de la provincia de Zara después de su ampliación en 1941.

Las 20 comunas de la provincia de Zara y sus datos de población fueron las siguientes:
- Bencovazzo / Benkovac: 2.000 hab.
- Bosavia o Bosava / Božava: 1.520 hab. (con Berbigno, Sauro, Sestrugno y Zaglava)
- Chistagne / Kistanje: 2.000 hab.
- Eso Grande / Iž Veliki (Iž Veli): 1.300 hab.
- Nona / Nin: 4.650 hab. (con Brevilacqua, Peterzane, Pogliazza, Puntadura, Rasanze, Verchè y Zatton)
- Novegradi / Novigrad: 5.217 hab. (con Castel Venier y Possedaria)
- Obbrovazzo / Obrovac: 1.400 hab. (con Ortopula)
- Oltre / Preko: 7.560 hab. (Cuclizza, Neviane, Pasman, S. Eufemia, Tuconio y Ugliano)
- Sale / Sali: 2.090 hab. (con S. Stefano y Sman)
- Scardona / Skradin: 2.000 hab.
- Sebenico / Šibenik: 37.854 hab. (con Castell'Andreis y Zablacchie)
- Selve / Silba: 4.229 hab. (con Isto, Melada, Premuda y Ulbo)
- Stancovazzo / Stankovici: 1.000 hab.
- Stretto / Tijesho: 7.190 hab. (con Bettina, Gessera, Morter y Slosella)
- Timeto di Zara / Smilčić: 1.000 hab.
- Vodizze / Vodice: 7.500 hab. (con Crappano, Provicchio y Zatton)
- Zara / Zara: 25.000 hab., capital provincial y sede del Tribunal
- Zaravecchia / Biograd: 2.520 hab.
- Zemonico / Zemunik: 1.000 hab.
- Zlarin / Zlarin: 3.550 hab. (con Capri y Zuri)

La comuna de Lagosta / Lastovo comprendía la isla homónima junto a la de Cazza y Pelagosa fueron transferidas a la Provincia de Spalato.

## Prefectos de la provincia
El 19 de noviembre de 1918, luego del desembarco de las tropas italianas, el almirante Enrico Millo fue nominado gobernador militar de toda la costa dálmata ocupada. Tal situación continuó hasta la ratificación del Tratado de Rapallo (1920), luego del cual el 23 de enero de 1921 entraron en vigor los nuevos límites de Yugoslavia y, por la parte del territorio anexado por Italia, la suprema autoridad pasó del Ministerio de Guerra al Ministerio del Interior.

### Gobernadores civiles
- Conrado Bonfanti Linares (23 de enero de 1921 - 14 de julio de 1921)
- Amadeo Moroni (16 de julio de 1921 - 1 de noviembre de 1922)

La normalización administrativa del territorio fue a través del Real Decreto Ley n° 13533 del 17 de octubre de 1922, que instituyó la normal prefectura en el lugar del Comisariado civil.

### Prefectos provinciales
- Luigi Maggioni (1 de noviembre de 1922 - 16 de mayo de 1923)
- Corrado Tamajo (16 de mayo de 1923 - 1 de agosto de 1924)
- Giulio Basile (1 de agosto de 1924 - 11 de diciembre de 1925)
- Pietro Carpani (11 de diciembre de 1925 - 1 de febrero de 1929)
- Marcello Vaccari (1 de febrero de 1929 - l de diciembre de 1932)
- Carlo Solmi (1 de diciembre de 1932 - 1 de julio de 1933)
- Efisio Baccaredda (1 de julio de 1933 - 20 de enero de 1934)
- Eduardo Spasiano (20 de enero de 1934 - 21 de agosto de 1939)
- Giovanni Zattera (21 de agosto de 1939 - 7 de junio de 1941)
- Manlio Binna (7 de junio de 1941 - 26 de octubre de 1941)
- Vezio Orazi (26 de octubre de 1941 - 26 de mayo de 1942)
- Viceprefetto Camillo Bruno (26 de mayo de 1942 - 1 de septiembre de 1942)
- Gaspero Barbera (1 de septiembre de 1942 - 1 de agosto de 1943)
- Alberto Degli Alberti (1 de agosto de 1943 - 10 de septiembre de 1943)

### Jefe de la Provincia
Luego del armisticio de Cassibile las Wehrmacht ocuparon Zara sometiendo a Dalmacia bajo las órdenes del gobernador militar Karl Eglseer. Luego de la creación de la República Social Italiana (República de Saló) se le permitió de todos modos a Mussolini nombrar al Jefe de la Provincia.
- Vincenzo Serrentino (2 de noviembre de 1943 - 30 de octubre de 1944)
- Viceprefecto Giacomo Vuxani (30 de octubre de 1944 - 31 de octubre de 1944)

## La ocupación yugoslava y el fin de la provincia
La provincia de Zara fue gravemente golpeada durante la Segunda Guerra Mundial, durante la cual el 90% de los edificios fueron destruidos en 54 bombardeos aéreos, provocando al menos 2.000 muertos. Zara fue ocupada al inicio de noviembre de 1944 por las tropas yugoslavas, que entraron a la ciudad el 31 de octubre de 1944 poniendo fin, de facto, a la existencia de la provincia.
Se estiman en varios cientos los secuestrados y los deportados, y cerca de 200 los muertos y desaparecidos entre la población italiana en la provincia durante la ocupación militar del Mariscal Tito, que unilateralmente es anexada por la República Federal Socialista de Yugoslavia mucho antes del tratado de paz, aunque el reconocimiento directo internacional se produjo recién en 1947.